# شوالیه‌های مهمان‌نواز رودس
شوالیه‌های مهمان‌نواز رودس (انگلیسی: Hospitaller Rhodes)، حکومتی است که توسط شوالیه‌های مهمان‌نواز پس از تصرف جزیره رودس در سال ۱۳۱۰ شکل گرفت تا سال ۱۵۲۲ و فتح آن توسط ترکان عثمانی در زمان سلیمان قانونی دوام آورد. پس از شوالیه‌های مهمان‌نواز و مقر آنها به جزیره مالت منتقل شد.